# Академический музыкальный театр Республики Крым
Государственное автономное учреждение Республики Крым «Государственный академический музыкальный театр Республики Крым» является единственным профессиональным музыкальным театром Крыма и работает для зрителей всех возрастных категорий.

## История
Весной 1955 года из Киева в Крым был переведён Третий областной передвижной драматический театр. Проект был разработан А.Н. Круговым. Здесь он получил новое название: «Крымский областной украинский музыкально-драматический театр». 16 июня 1955 года спектаклем «Сильные духом» Д. Медведева театр открыл свой первый сезон. Собственного помещения у театра не было, и он заявил о себе со сцены Русского театра им. Горького. Спустя полтора года театр был переведен в Клуб им. Дзержинского по ул. Менделеева.
Первоначально находился в здании на ул. Менделеева. В 1977 году было завершено строительство нового здания театра на площади Ленина. Современное здание построено по проекту архитекторов С. Амзаметдиновой, В. Юдина и инженера Э. Быкова. На тот момент это было лучшее здание музыкального театра в УССР.
В 2018 году в управление театра передан Ялтинский театр имени А. П. Чехова, который стал его отделением.

### Названия театра
- Крымский областной украинский музыкально-драматический театр (1955—1980)
- Крымский украинский театр драмы и музыкальной комедии (1980—1991)
- Крымский украинский музыкальный театр (1991—2006)
- Крымский академический украинский музыкальный театр (2006—2015)
- Государственный академический музыкальный театр Республики Крым (с 2015 года)

## Руководители
- 1955—1959 гг. Главный режиссёр театра — Яншин Виктор Афанасьевич, заслуженный артист УССР
- 1959—1966 гг. Главный режиссёр театра — Степанов Евгений Степанович
- 1966—1979 гг. Главный режиссёр театра — Недашковский Владимир Степанович
- 1981—1989 гг. Главный режиссёр театра — Аносов Владимир Андреевич
- 1989—1991 гг. Главный режиссёр театра — Натяжной Олег Степанович
- 1991—1992 гг. Художественный руководитель театра народный артист УССР, лауреат Государственной премии им. Т. Г. Шевченко Смеян Сергей Константинович
- 1994—1998 гг. исполняющий обязанности главного режиссёра театра Недашковский Владимир Степанович
- 1999—2001 гг. Квинихидзе Леонид Александрович, заслуженный деятель искусств РФ, лауреат Государственной премии.
- 2001—2002 гг. руководитель театра Загурский Владимир Иванович
- 2002—2009 гг. режиссёр Мартынов Борис Леонидович
- 2009—2010 гг. руководитель театра Загурский Владимир Иванович
- 2010—2015 гг. Главный режиссёр театра — Фёдоров Юрий Валентинович
- 2015 г. Главный режиссер театра — Косов Владимир Анатольевич
- 2017 г. Директор театра — Вишневый Александр Анатольевич